# Lizières
Lizières este o comună în departamentul Creuse din centrul Franței. În 2009 avea o populație de 275 de locuitori.

## Demografie
| An        | 1975 | 1982 | 1990 | 1999 | 2006 | 2009 |
| --------- | ---- | ---- | ---- | ---- | ---- | ---- |
| Populație | 310  | 313  | 303  | 284  | 260  | 275  |